# Armée de terre de la république de Chine
L'armée de terre de la république de Chine constitue la principale composante de l'armée taïwanaise. Fondée en 1924, elle aligne 130 000 hommes et 1,5 million de réservistes, placés actuellement (2010) sous les ordres de son chef d’état-major : le général Lo Pen-Li.

## Évolution

Drapeau de l'Armée de terre de la république de Chine.

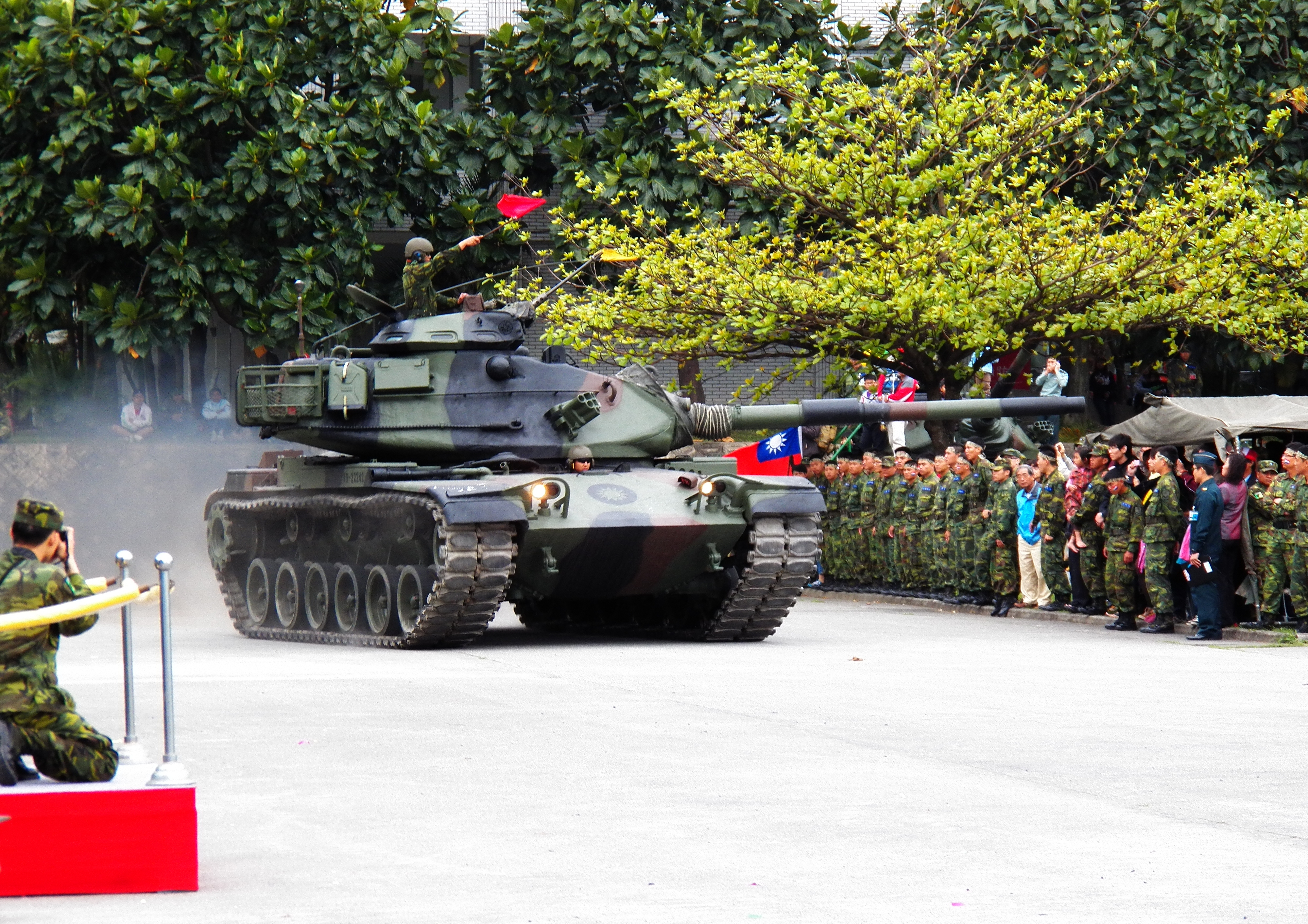
M60A3 TTS de l'Armée de la république de Chine en 2012.

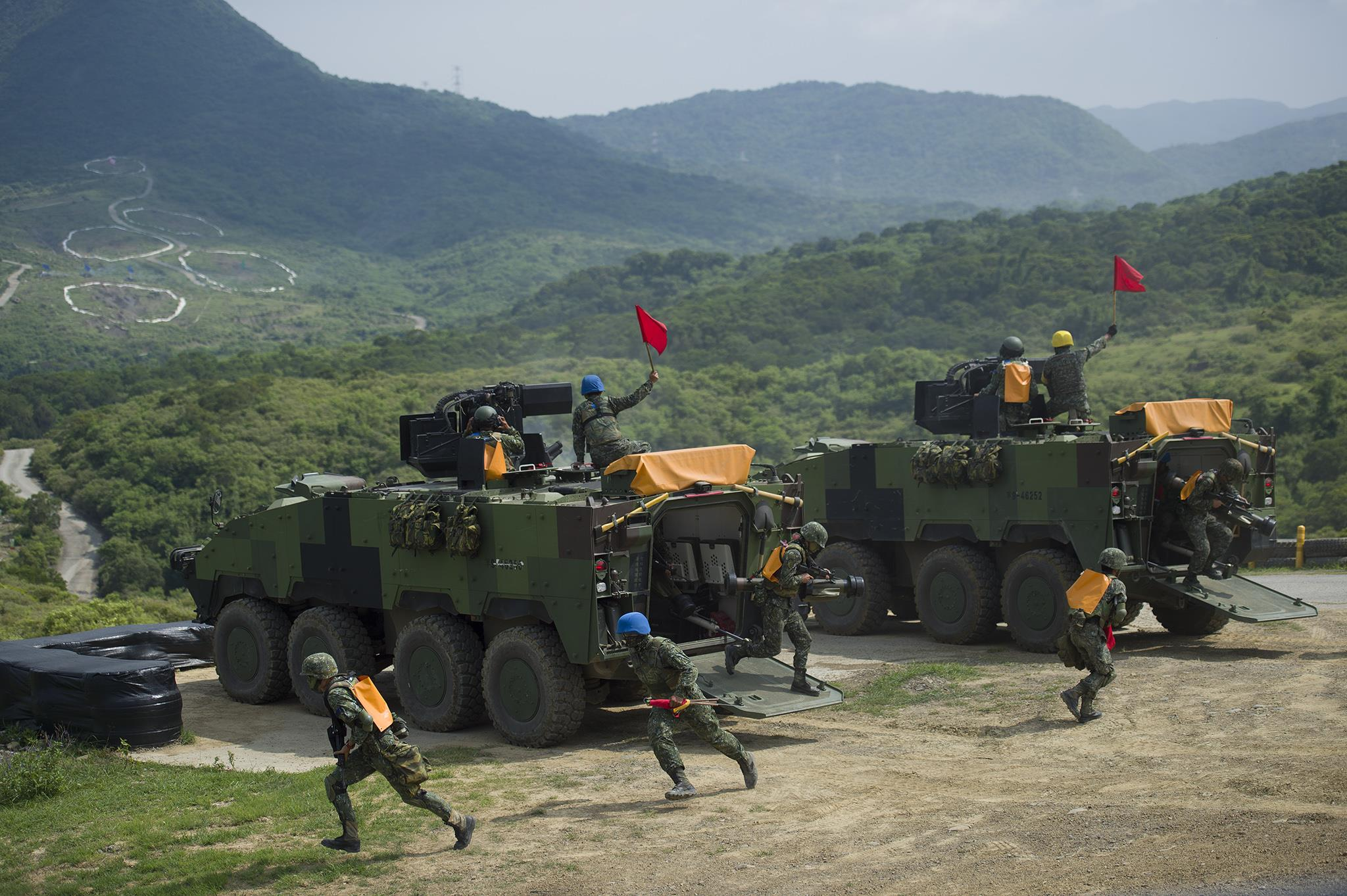
Exercice avec des CM-32 Yunpao en 2016.

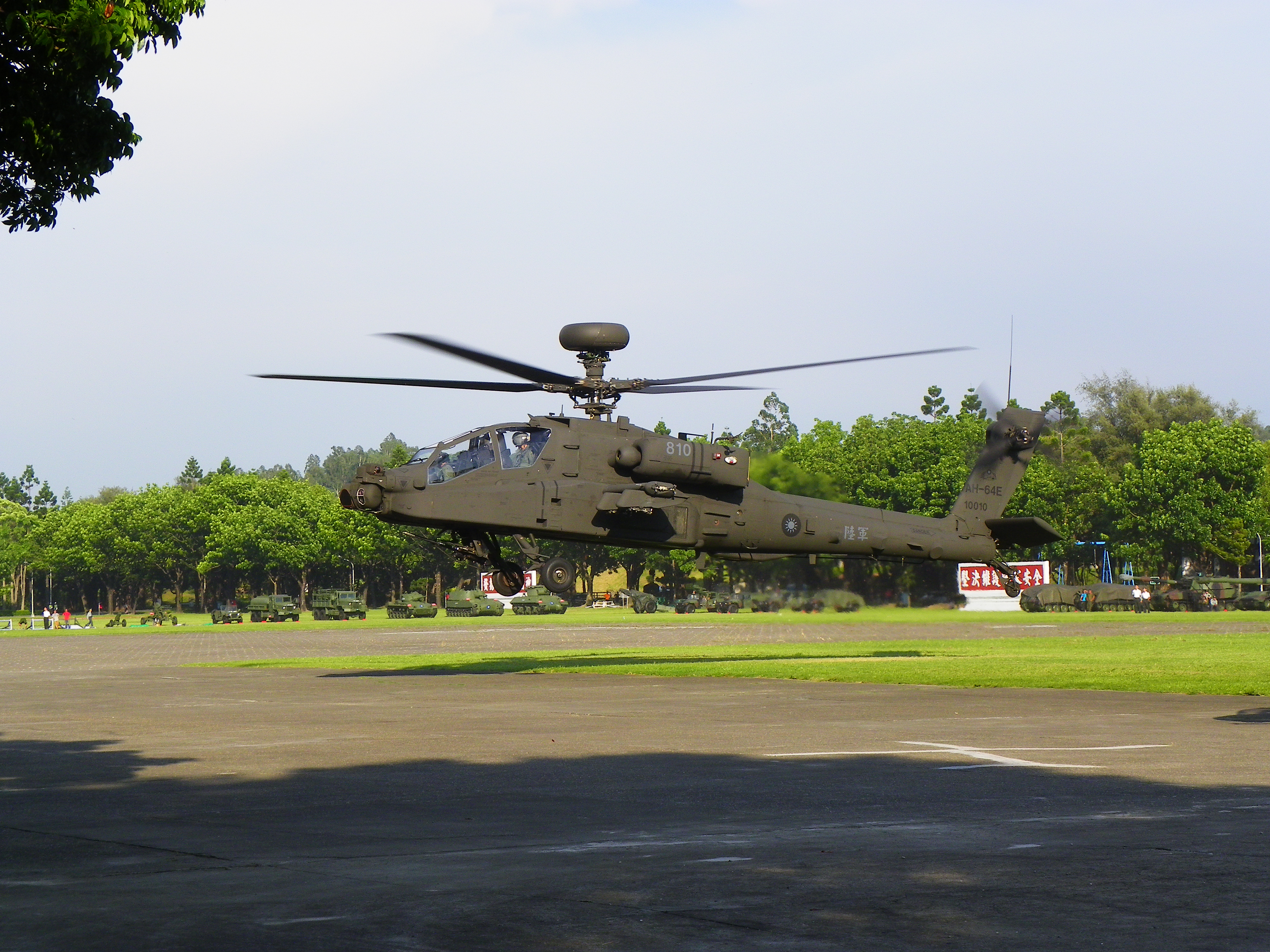
Un AH-64E taïwanais en 2014.

Les forces terrestres ont longtemps été le parent pauvre de l'armée taïwanaise. Assurée de la suprématie aérienne et navale face à son adversaire chinois, Taïwan estimait que le seul rôle de sa composante terrestre serait d'« achever » d'éventuelles forces qui auraient réussi à débarquer sur les plages de Taïwan.
De ce fait, elles sont encore en 2020 dotées d'un matériel daté, avec un millier de chars d'assaut dont 460 M-60A3, 400 CM-11 et des CM-12 (en fait des vieux M48 modernisés), des dérivés des transports de troupes M113 baptisés localement CM-21, etc. Néanmoins depuis quelques années un mouvement est entrepris pour les remettre à niveau. L'infanterie dispose ainsi d'armes légères comparables à celles de l'OTAN. Pour l'artillerie, des obusiers M-109A6 ont été achetés, sans oublier le développement national du LT-2000 (Thunderbolt 2000), un lance-roquettes multiples monté sur un camion Oskosh M-977. S'ajoute aussi le CM-32 Yunpao (en), un véhicule blindé à roues, qui sera développé malgré les pressions américaines pour vendre leurs Strykers. À son entrée en service en 2007, le Yunpao coûterait quatre fois moins cher que son homologue américain.
Les négociations portant sur l'acquisition de AH-64 Apache dont l'armement principal est le AGM-114 Hellfire ont conduit à une commande de 30 AH-64E en octobre 2008 livrés entre novembre 2013 et octobre 2014. Un a été accidenté en avril 2014 et la  601e brigade de cavalerie aérienne les armant est déclaré opérationnelle sur la base de Taoyan le 17 juillet 2018.
En attendant, le Bell AH-1 Cobra est resté le principal hélicoptère de combat à Taïwan. Il est armé principalement de missiles anti-char TOW, qui pourraient également être lancés contre des navires. Le Bell OH-58 Kiowa a pour sa part la double fonction attaque/reconnaissance. Le transport est assuré par des CH-47 Chinook et des UH-1 fabriqués sous licence par AIDC.

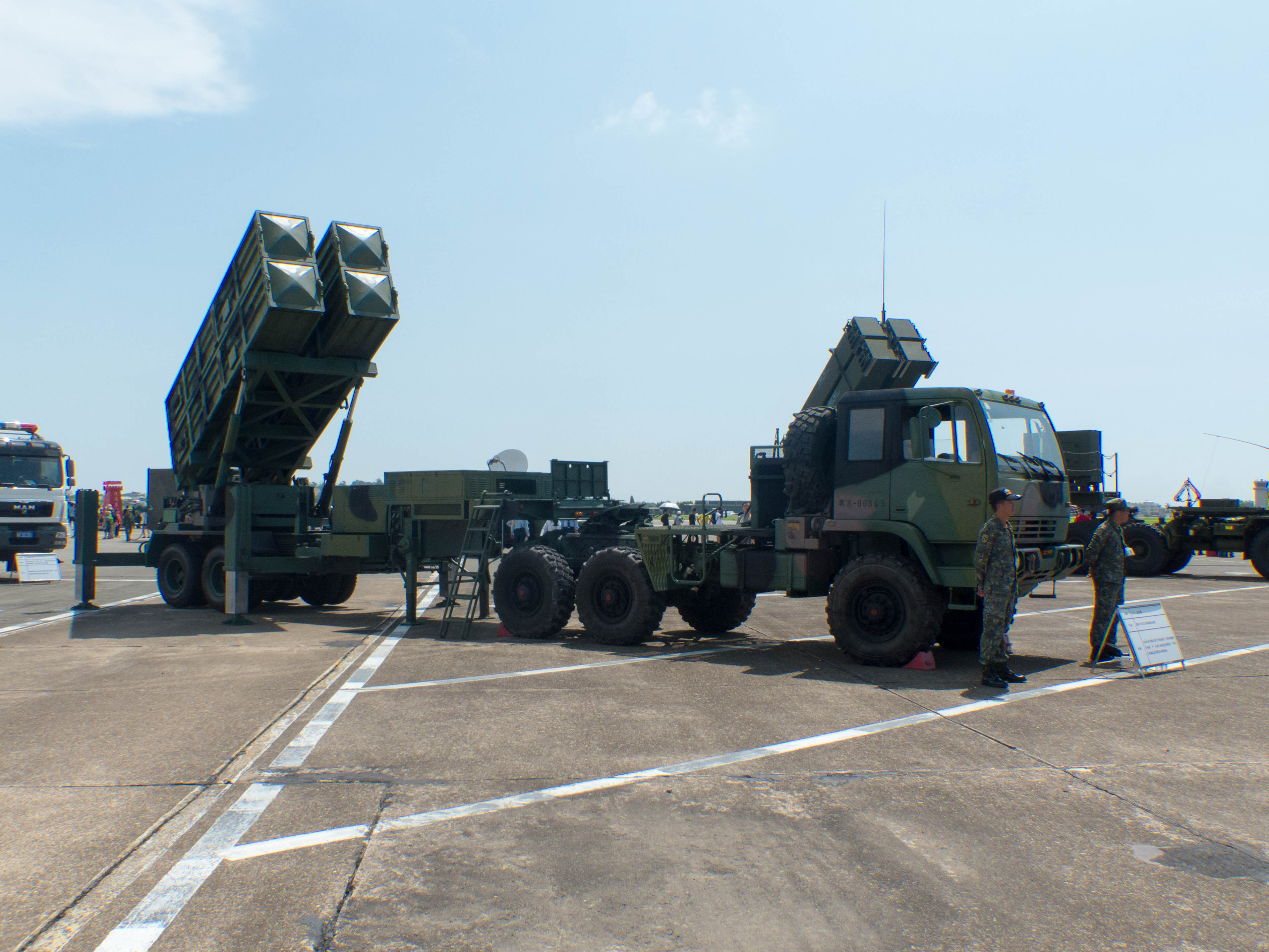
Un poste de tir Tien Kung II avec son camion de transport, en 2017.

Elle dispose d'un dense réseau de défense antiaérienne. Depuis les années 1990, outre les missiles antiaériens d'origine américaines, elle déploie des Tien Kung construits localement. Les Tien Kung III mis en service à la fin des années 2010 sont à capacité antimissile.
Malgré ses efforts, l'armée de terre devrait rester à la traîne au niveau des équipements. Les 108 chars M-1A2T Abrams devant remplacer une partie des blindés actuels demandés en 2018 [Foreign Military Sales] commencent seulement à être livrés fin 2024 (38 chars). 200 unités étaient envisagées à l'origine.
De même, les forces terrestres ne devraient pas être concernées par le programme de numérisation des forces armées taïwanaises en cours.
À partir de 2022, alors que les effectifs de l'armée de terre sont de 88 000 militaires, les réservistes reçoivent une formation intensifiée et il est annoncé que le service militaire repasse de 4 mois à un an en 2024.

## Organisation
[Quand ?]
Ses soldats sont répartis dans les :
- 6e Corps d’Armée
  - 7 Brigades d’Infanterie
  - 1 Brigade d’Infanterie motorisée
  - Brigade blindée d’Infanterie
  - 2 Brigades blindées

- - 8e Corps d’Armée
  - 5 Brigades d’Infanterie
  - 1 Brigade d’Infanterie motorisée
  - 1 Brigade blindée d’Infanterie
  - 1 Brigade blindée

- 10e Corps d’Armée
  - 6 Brigades d’Infanterie
  - 1 Brigade d’Infanterie motorisée
  - 1 Brigade blindée d’Infanterie
  - 1 Brigade blindée

- Hua-Tung Defense Command
  - 2 Brigades d’Infanterie

- Kinmen Defense Command
  - 3 Brigades d’Infanterie
  - 1 Brigade blindée

- Penghu Defense Command
  - 2 Brigades d’Infanterie
  - 1 Brigade blindée

- Matsu Defense Command
  - 2 Brigades d’Infanterie

- Tungyin Defense Command
  - 1 Brigade d’Infanterie

- Aviation and Special Forces Command
  - 3 Brigades d’assaut aéroporté
  - 1 Brigade de combat spécialisé

Ces 4 brigades constitués de parachutistes forment les Forces spéciales de la ROCA

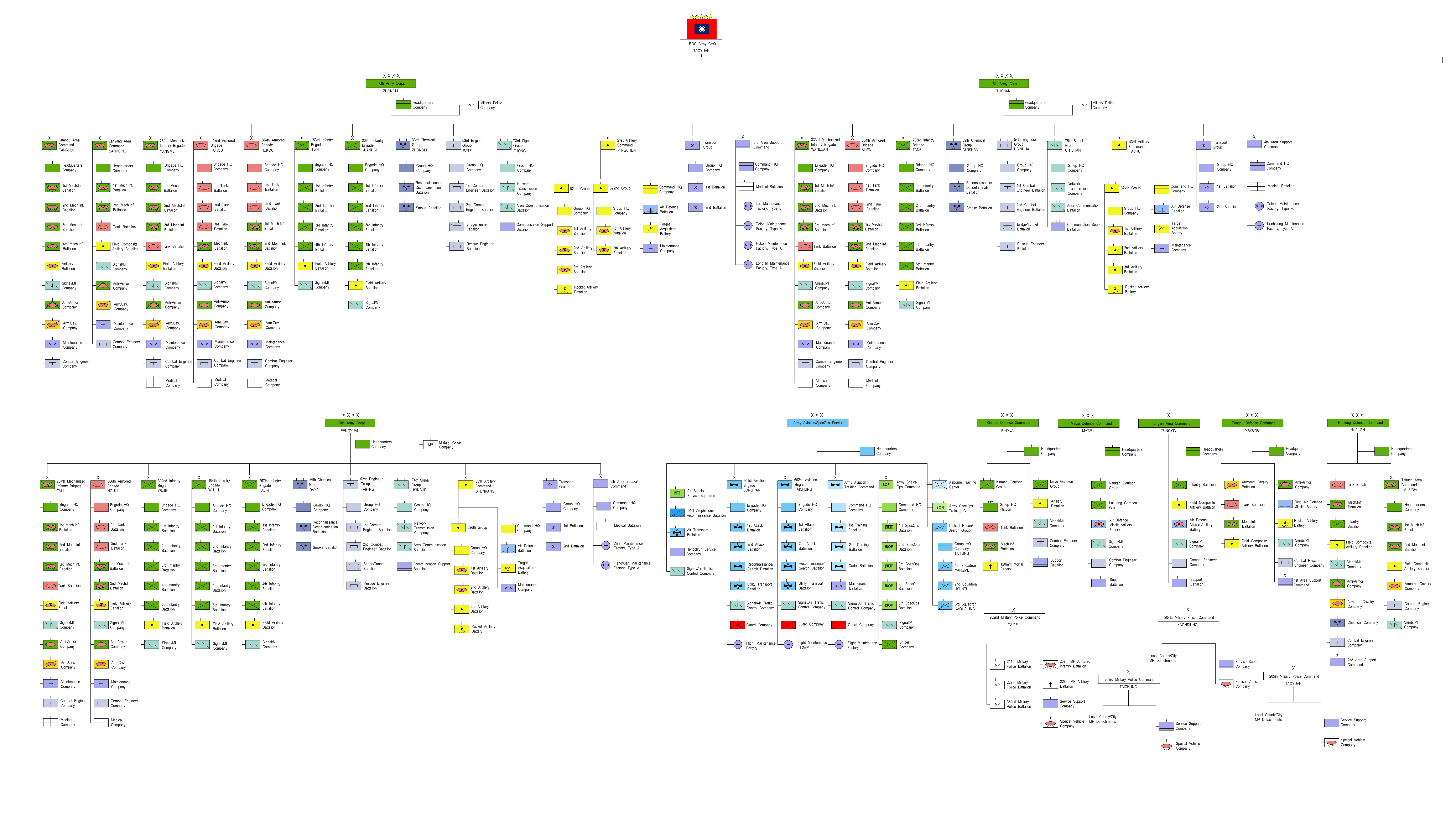
Organisation en 2016

- Armed Forces Defense Command
  - 24 Brigades de réserve

## Équipements actuels
L'équipement de l'infanterie a toujours suivi, depuis les années 1950, celui de l'United States Army (Selon le magazine Diplomatie, Taïwan étant le premier client de l'industrie militaire américaine) mais la plupart de ces armes sont fabriquées par les arsenaux taïwanais dont le Republic of China Armoured Vehicle Development Center (en) (ADVC), telles quelles, ou avec des modifications.

### Armes lourdes
Sauf indication contraire les chiffres sont de 2022 et fourni par The military balance 2022 édité par le International Institute for Strategic Studies.
| Type                                    | Modèle           | Origine    | Quantité              | Remarques | Photo |
| --------------------------------------- | ---------------- | ---------- | --------------------- | --- | ----- |
| Char de combat                          |                  |            |                       | |       |
| Char de combat principal                | M60A3            | États-Unis | 200                   | Entré en service en 1978. 460 en parc en 2021, sont modernisés a partir de 2022 à 2028 avec un moteur de 1 000 cv, |       |
| Char de combat principal                | CM-11 (en)       | Taïwan     | 450                   | Présenté au public le 14 avril 1990. Le CM-11 est un châssis hybride de M60 équipé de la tourelle du M48 Patton avec un canon de 105 mm et du système de conduite de tir du M1 Abrams. |       |
| Char de combat principal                | CM-12 (en)       | Taïwan     | 0                     | 100 en réserve. Le char CM-12 est un M48A. Le AVDC a utilisé les 100 unités de système de contrôle de tir supplémentaires de la production du CM-11 Brave Tiger pour les modifiés. Armé d'un canon de 105 mm. Il est prévu, en mai 2025 alors qu'il est réserve, qu'il soit retirés du service pour servir de pièces détachées en 2026 pour les CM-11. |       |
| M1 Abrams                               | M1A2             | États-Unis | 108 commandés en 2019 | Premier lot de 38 livrés fin 2024 |       |
| Char léger                              | M41A3/D          | États-Unis | 100 [réf. nécessaire] | 675 M41 reçu au total depuis 1958; 625 en parc en 2017; l'ultime version M41D compte 50 unités et semble en 2019 la seule en première ligne. |       |
| Véhicule blindé                         |                  |            |                       | |       |
| Véhicule de combat d'infanterie         | CM-25 (en)       | Taïwan     | 225                   | M113 avec un canon de 20-30 mm et/ou avec un lanceur TOW. |       |
| Véhicule de combat d'infanterie         | CM-32 (en)       | Taïwan     | 32                    | Version VCI |       |
| Véhicule blindé de transport de troupes | M113             | États-Unis | 650                   | |       |
| Véhicule blindé de transport de troupes | CM-32 (en)       | Taïwan     | 368                   | Version APC. Produit depuis 2007. |       |
| Véhicule blindé de transport de troupes | LAV-150 Commando | États-Unis | 300                   | |       |

| Type                     | Modèle                | Origine             | Quantité | Remarques | Photo |
| ------------------------ | --------------------- | ------------------- | -------- | --- | ----- |
| Canon automoteur         | M108                  | États-Unis          | 100      | 105 mm, ne semble plus être en première ligne.                                                                                            |       |
| Canon automoteur         | M109A2/A5             | États-Unis          | 225      | 155 mm |       |
| Canon automoteur         | M44 (en)              | États-Unis          | 48       | 155 mm |       |
| Canon automoteur         | T-69                  | Taïwan              | 45       | M108 qui ont vu leur tourelle avec un canon de 105 mm d'origine remplacé par le canon XT-69 copié du G5 sud-africain entre 1979 et 1982,. |       |
| Canon automoteur         | M110                  | États-Unis          | 70       | 203 mm |       |
| Canon tracté             | T-64                  | Taïwan              | 650      | 105 mm |       |
| Canon tracté             | M59                   | États-Unis          | 90       | 155 mm |       |
| Canon tracté             | T-65                  | Taïwan - États-Unis | 250      | 155 mm |       |
| Canon tracté             | M115                  | États-Unis          | 70       | 203 mm |       |
| Lance-roquettes multiple | Kung Feng VI (en)     | Taïwan              | 120      | 117 mm |       |
| Lance-roquettes multiple | Kung Feng III/IV (en) | Taïwan              | 60       | 126 mm |       |
| Lance-roquettes multiple | Ray Ting 2000         | Taïwan              | 43       | 126 mm |       |
| Mortier automoteur       | M106 (en)             | États-Unis          | 90       | 107 mm |       |

| Type                              | Modèle         | Origine    | Quantité       | Remarques | Photo |
| --------------------------------- | -------------- | ---------- | -------------- | --------- | ----- |
| Missile surface air courte portée | M1097 Avenger  | États-Unis | 74             |           |       |
| Missile surface air courte portée | M48 Chaparral  | États-Unis | 2              |           |       |
| MANPADS                           | FIM-92 Stinger | États-Unis | Nombre inconnu |           |       |
| Canon antiaérien automoteur       | M42 Duster     | États-Unis | Nombre inconnu | 40 mm     |       |
| Canon antiaérien                  | L/70           | États-Unis | Nombre inconnu | 40 mm     |       |

| Type                                              | Modèle                  | Origine    | Quantité       | Remarques | Photo |
| ------------------------------------------------- | ----------------------- | ---------- | -------------- | --- | ----- |
| Hélicoptère d'attaque                             | AH-1W Cobra             | États-Unis | 67             | Livraison entre 1993 et 2001 |       |
| Hélicoptère d'attaque                             | AH-64E Apache           | États-Unis | 29             | 30 AH-64E commandés en 2008. Livraison entre novembre 2013 et octobre 2014. Un accidenté en avril 2014. Le 17 juillet 2018, la 601e brigade de cavalerie aérienne équipé de 29 AH-64 est déclaré opérationnelle sur la base aérienne de Longtan dans le district du même nom à Taoyuan. |       |
| Hélicoptère de reconnaissance                     | OH-58D Kiowa Warrior    | États-Unis | 38             | |       |
| Hélicoptère de transport                          | CH-47SD Super D Chinook | États-Unis | 8              | |       |
| Hélicoptère de manœuvre et d'assaut               | UH-60M Black Hawk       | États-Unis | 30             | |       |
| Hélicoptère d'entrainement                        | TH-67 Creek             | États-Unis | 29             | 30 commandé en mai 1996. Entre en service le 27 mai 1998. Un est accidenté le 2 décembre 2002. |       |
| Drone de reconnaissance et de guerre électronique | Mastiff III             | Israël     | Nombre inconnu | |       |

### Armes légères
- Les officiers portent ainsi des PA T-75K1 (Beretta M-9 raccourci) de 9 mm Parabellum et T-51 (Colt M1911A1) de 11,43 mm ;Le fusil d'assaut standard T-91 (adopté en 2002). La mitrailleuse Type 74, une FN MAG produite sous licence, entrée en service en 1985.

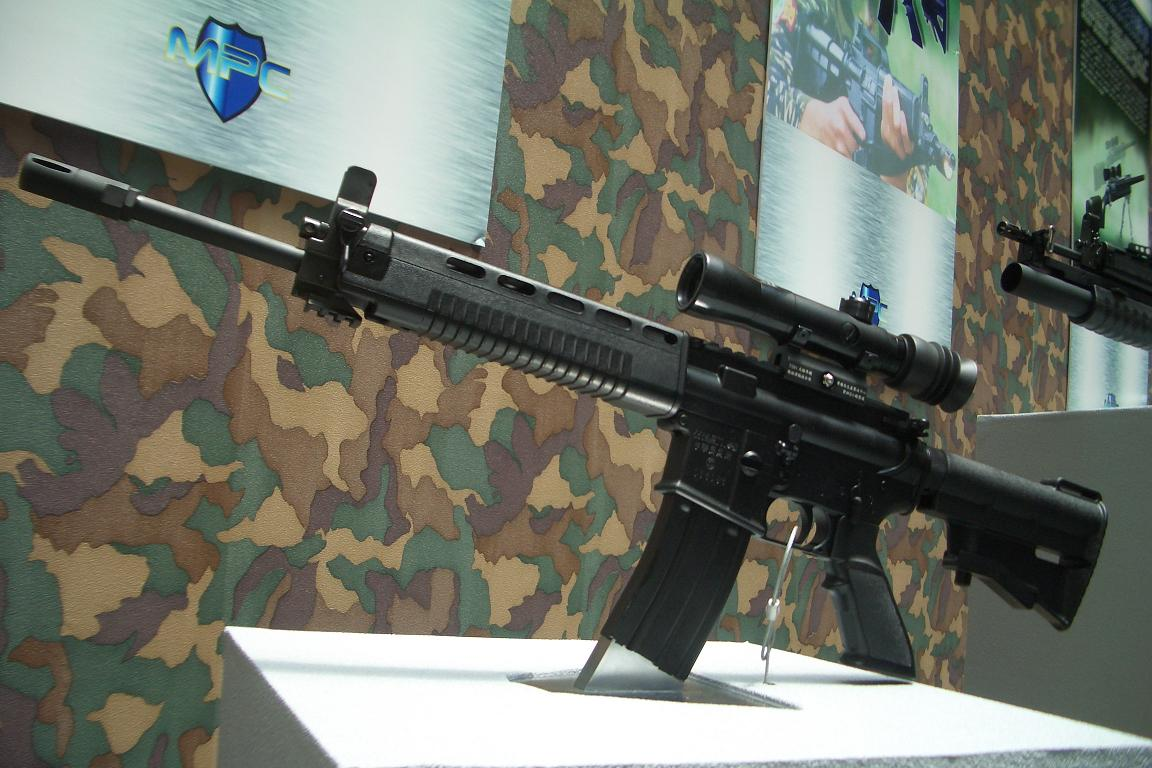
Le fusil d'assaut standard T-91 (adopté en 2002).

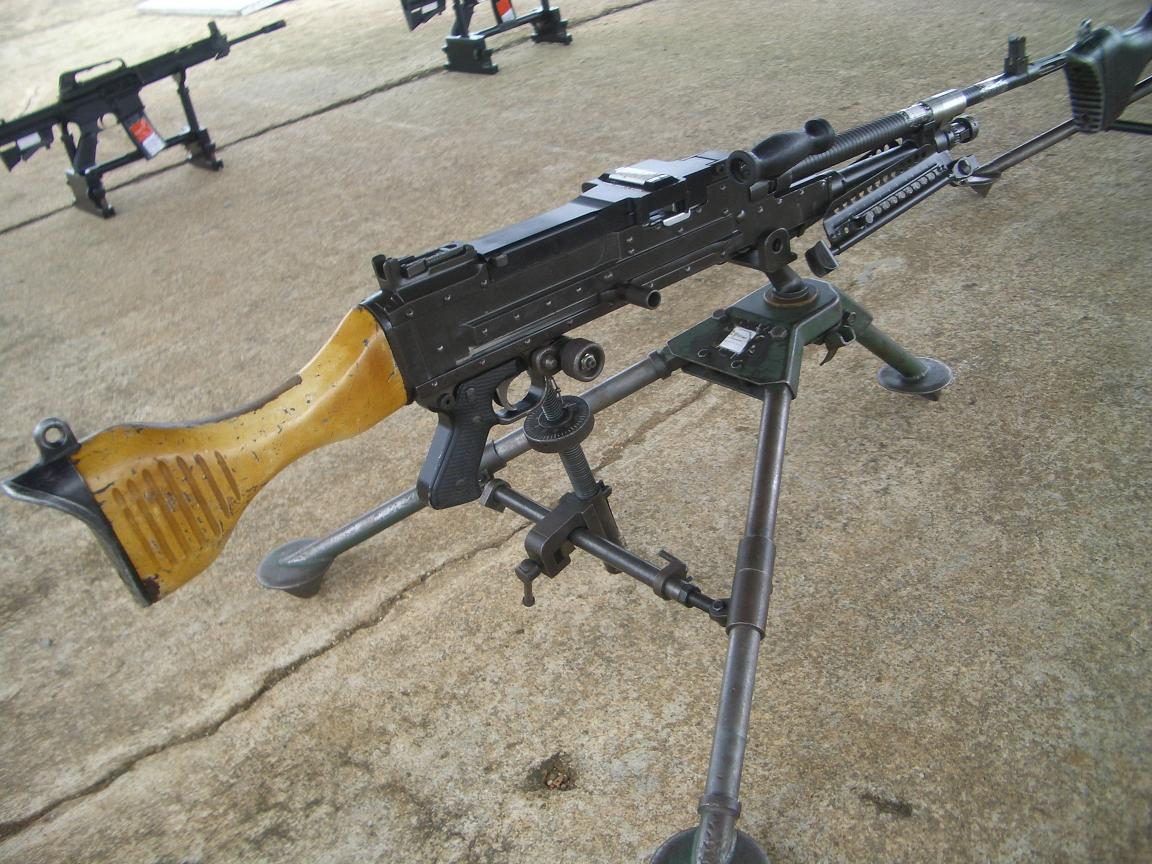
La mitrailleuse Type 74, une FN MAG produite sous licence, entrée en service en 1985.

- Les fantassins reçoivent les fusils  T-91  et T-86, descendants plus ou moins directs des M-16 et M-4 américains ;Le pistolet T-75K1 (Modèle 1986) est l'arme de poing standard de Taïwan.

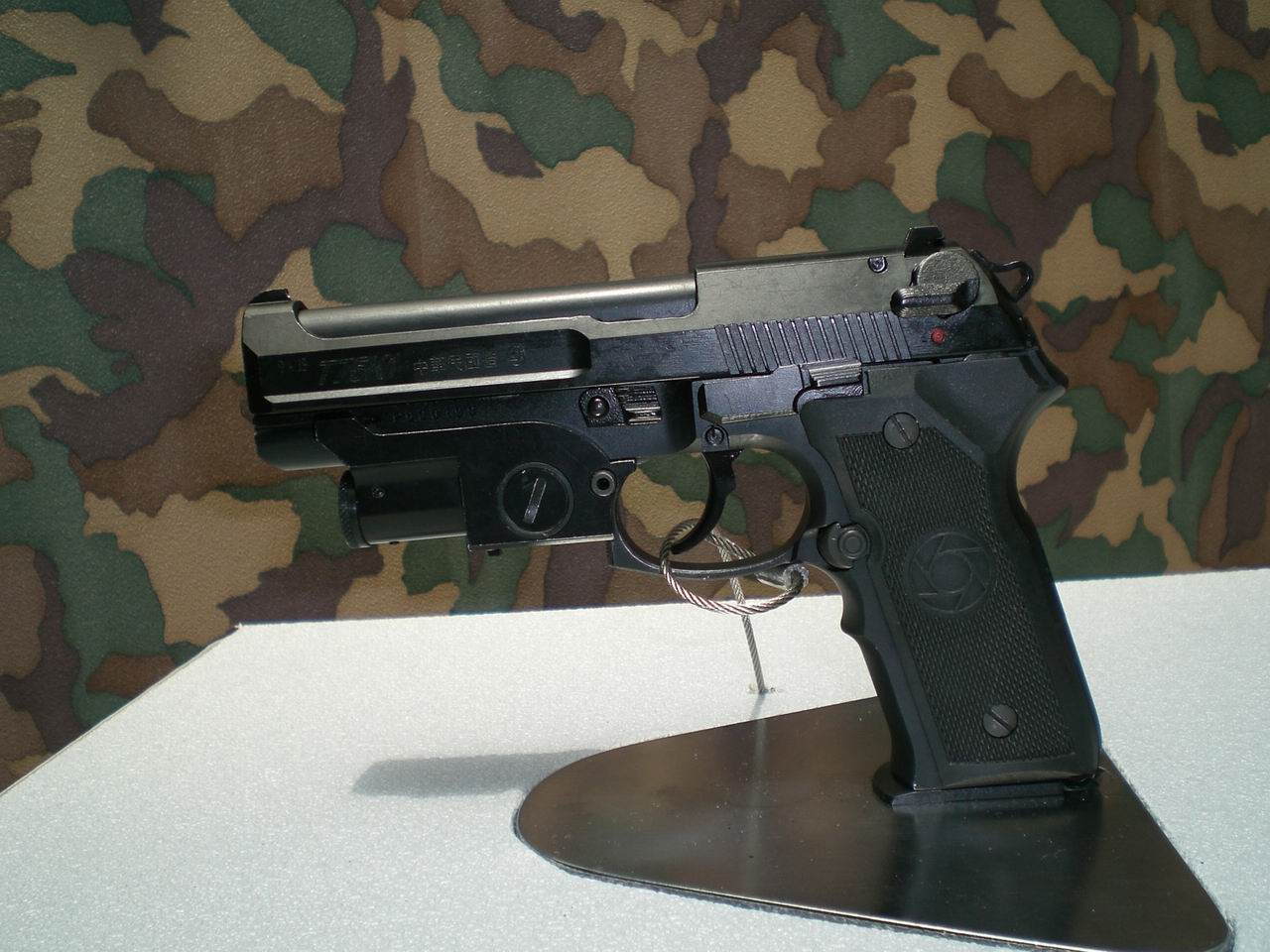
Le pistolet T-75K1 (Modèle 1986) est l'arme de poing standard de Taïwan.

- Les mitrailleurs disposent de T-74.

## Opérations et batailles à Taïwan de 1949 à nos jours
De 1924 à 1949, ses opérations sont celles du Kuomintang :
- Expédition du Nord (1925)
- Guerre civile chinoise (1927-1949)
- Guerre sino-japonaise (1937-1945)

Depuis le repli sur Formose, l'armée de terre a connu les :
- Guerre de Corée : 1950-1953, participation au conflit par l'envoi de traducteurs et des raids dans la Chine du Sud-Ouest à partir de la Birmanie
- Guerre du Viêt Nam : Des petits groupes de l'armée de la république de Chine, déguisés en locaux, participent au conflit en assurant des missions de transport et d'assistance technique. Cette participation demeurait secrète pour éviter un conflit avec la république populaire de Chine.
- Participation aux opérations de secours après le tsunami en Asie du Sud-Est du 26 décembre 2004 : janvier 2005

Elle a été mise sur le pied de guerre lors des :
- Première crise du détroit de Taïwan (1954-55)
- Seconde crise du détroit de Taïwan (1958)